# Богдан Т601
Богдан Т601 — 10.6-метровый троллейбус, который с 2008 года по 2011 год выпускался на Луцком автомобильном заводе. Построенный на базе автобуса Богдан А60110. Первоначально была разработана модификация Т60111 с двигателем постоянного тока ЭД-139А. Позже была разработана модификация Т60112 оснащенная ТИСУ Этон, тяговым двигателем ЭД-139АУ2 и перенесением оборудования из салона на крышу, что позволило убрать «шкаф» из салона и добавить 2 пассажирских сидячих места.

## История
Первыми троллейбусами Богдан стали 14.6-метровые Богдан Е231 (построенные на базе автобусов Богдан А231), выпускались с лета 2007 года до 2008 года. Выпущено было всего 8 штук, 5 остались в Луцке, а 3 отправлены в Киев. Они имели зелёную окраску и нехарактерную для украинских троллейбусов длину, за что получили среди пассажиров прозвище «крокодил». Однако, у них был ряд недостатков и их сняли с производства. Тем временем начала разрабатываться совершенно новая линейка троллейбусов на Луцком автомобильном заводе, более удобная и удачная, которая хорошо себя зарекомендовала.
Первым троллейбусом ЛуАЗа с новым дизайном стал полунизкопольный Богдан Т501.10, длина этого троллейбуса составила всего 10 метров (иногда, пассажиры в шутку называли его «недомерок»). Стоит заметить, что Т501 не является серийным троллейбусом, их выпущено всего 2 штуки, и они работают в Луцке, на них нередко организуют экскурсии для любителей троллейбусов или вообще всех желающих людей. В конце 2008 года начат выпуск новой модели Т601.11.

## Описание
Троллейбус Богдан Т601 построен на базе городского автобуса Богдан А601.10 (выпускается с 2008 года). По своим габаритам, троллейбус не является маленьким, хотя его длина составляет всего 10.63 метра что позволяет эксплуатировать его на узких дорогах.

#### Кузов
Кузов троллейбуса основан на корпусе автобуса А601.10. Обшивка кузова троллейбуса изготовлена из высокопрочной оцинкованной стали, и полностью покрыта антикоррозионными эмалями. Кузов является несущим, то есть, уже имеющийся готовый «скелет» троллейбуса, готовый кузов, заполняется элементами и агрегатами. Заводская окраска троллейбусов Богдан Т601.11: низ переда и боковых частей тёмно-зелёный, крыша и верх корпуса светло-зелёные (контейнер с электрооборудованием тоже светло-зелёный), задняя часть полностью тёмно-зелёная. Лобовое стекло троллейбуса гнутое, бесцветное и сверху частично затонировано. На троллейбусе использовано многослойное безосколочное лобовое стекло, оклеенное с двух сторон слоями пластика, благодаря чему, при повреждении, осколки повреждённого стеклопакета не разлетаются вокруг, что уменьшает риски травмирования окружающих людей. Светотехника представлена 10 фарами, из которых две поворотные, две противотуманные и две дальнего света; также есть два габаритных огня. Фары троллейбуса округлые, довольно малого размера, однако имеют большую мощность и линзовое остекление. Бампер сварной, нечёткий и полностью прилегает к кузову. На бампере троллейбуса находится место для номерного знака троллейбуса. Боковые зеркала заднего вида Богдана Т601 сферического типа и свешиваются над кабиной в стиле «уши кролика». Подавляющее большинство электрооборудования троллейбуса вынесена на его крышу, на троллейбусе применена современная «IGBT-транзисторная» система управления, производства Cegelec, Чехия. Также у троллейбуса имеется рекуперация (то есть преобразование механической энергии вращения тяговых электродвигателей в электрический ток и возвращение его обратно в контактную сеть) при любом виде торможения, благодаря чему электроэнергии тратится еще меньше. Троллейбус является двухосным, ведущий мост задний (портальный), мосты троллейбуса выполнены немецкой фирмой Voith. Передняя подвеска независимая пневматическая, задняя зависимая пневматическая, с регулятором уровня пола (троллейбус имеет систему книлинга).

#### Тормозная система троллейбуса
- Рабочий тормоз (тормоз, приводимый в действие водителем нажатием на педаль тормоза, замедление регулируется силой нажима на педаль) — пневматическая или электродинамическая, двухконтурная система (разбиение на тормозные контуры по оси).
- Вспомогательная тормозная система — система электродинамического (реостатного) торможения тяговым электродвигателем.
- Стояночная тормозная система (это система для неподвижного удержания транспортного средства во время остановок, особенно актуальна на уклонах, обычно это ручной рычаг) — представлена ручным рычагом, который действует на тормозные механизмы ведущего (заднего) моста.
- Резервная тормозная система (вспомогательная система в случае выхода из строя рабочего тормоза) — представлена одним из контуров рабочей тормозной системы.
- АБС — также в троллейбусах имеется антиблокировочная система ABS.

#### Салон
Салон троллейбуса Богдан Т601.11 выполнен в светлых тонах, комфортный для пассажиров и имеет оригинальный дизайн. Пол салона троллейбуса застелен линолеумом; боковые части покрыты пластмассой светло-серого цвета. Поручни троллейбуса сделаны из коррозионностойкой стали и покрыты полимерной краской ярко-жёлтого цвета, которая имеет высокую коррозионную стойкость. Вертикальные поручни размещены почти у каждого ряда сидений и удобны для пассажиров, горизонтальные поручни размещены вдоль всего салона 10.6-метрового троллейбуса, могут быть оснащены ручками для большего комфорта.
Напротив средней двери размещён специальный выдвижной пандус-рампа, складывающаяся и раскладывающаяся механически. Троллейбус оснащён тонированными стеклопакетами. По желанию заказчика мог комплектоваться кондиционером, по умолчанию имеет систему вентиляции представленную сдвижными форточками и откидными люками на крыше. Система отопления представлена мощным электрическим конвектором, работающим от контактной сети.

#### Кабина водителя
Водительская кабина троллейбуса отделена от салона сплошной перегородкой, и имеет два входа и выхода: в качестве входа и выхода водителя из кабины используется передняя створку передней двери, также из салона в кабину ведут специальные двери. Место водителя выполнено в светлых тонах, приборные панели троллейбуса сделаны из пластмассы светло-серого цвета. С левой стороны от сиденья водителя находится небольшая дополнительная панель с приборами. Клавиши на приборной панели большого размера, чёрного цвета. Водительское кресло мягкое, комфортное, на пневмоподвеске и имеет подголовник, кресло обшито синтетической тканью.

## Модификации
Богдан Т60111 - выпущено 40 экземпляров, оборудовались двигателем ЭД-139А, системой управления Cegelec, имеет 23 сидячих места.
Богдан Т60112 - выпущен 1 экземпляр, оснащён двигателем ЭД-139А и ТИСУ Этон, оборудование из салона вынесено на крышу, имеет 25 сидячих мест.

## Эксплуатация
В маркетинговых целях троллейбус с заводским номером 13 проходил пробную эксплуатацию в Ровно, Черновцах, Запорожье, Донецке, Виннице, Днепропетровске, Николаеве, Житомире и Крыму.

## Оценка модели
Преимущества:
- большой пассажирский троллейбус длиной 10.6 метров, способный перевозить до 102 пассажиров, мобильный благодаря габаритам и при этом хорошо управляемый;
- современный дизайн;
- применение безосколочного лобового и боковых стёкол;
- применение IGBT-транзисторной системы управления;
- ресурс кузова не менее 15 лет службы;
- электронные маршрутоуказатели;
- низкий уровень шума благодаря шумоизоляционным материалам моторного отсека и хорошей шумоизоляции салона;
- низкий уровень пола вдоль всего салона;
- наличие системы книлинга кузова;
- возможность перевозки пассажиров-инвалидов в колясках;
- хорошая система отопления и вентиляции.

Недостатки
- у троллейбуса не исчезли полуторные сиденья, которые не очень удобны для пассажиров;
- контрольно-измерительные приборы размещены почти горизонтально, обычно не очень удобно для водителей;
- горизонтальные поручни расположены очень высоко и не удобны для людей низкого роста;
- «писк» при торможении, вызванный низкокачественными тормозными резисторами.